# 卡特·詹金斯
卡特·詹金斯（Carter Mark Jenkins，1991年9月4日—）是美國的一位演員，他出演過的主要電影有樓上的外星人、情人節快樂、命中霹靂。他也演出過歡聲笑語等電視劇。詹金斯出生在坦帕。